# Urteḫi
Urteḫi (Urtechi, Urteki) war ein eisenzeitliches Königreich am Sewansee im heutigen Armenien. Es ist nur aus urartäischen Inschriften bekannt.
Es grenzte im Westen an den Staatenbund von Uduri-Etiuni.
Die Inschrift von Sarduri II. in Tsovak beschreibt die Eroberung von Arquqini und den Feldzug gegen Urteḫi, das scheinbar nicht erobert wurde.